# Banding (Rajabasa)
Banding is een bestuurslaag in het regentschap Lampung Selatan van de provincie Lampung, Indonesië. Banding telt 1709 inwoners (volkstelling 2010).